# Cornelis de Jong (Entomologe)
Cornelis de Jong (* 28. Juli 1907 in Den Haag; † 12. Mai 1981 in Bilthoven) war ein niederländischer Insektenkundler.

## Leben
De Jong war der Sohn von Jan de Jong und Cornelia Koek. 1926 wurde er Mitglied der Nederlandse Entomologische Vereniging. 1928 erhielt er den Bachelor-Abschluss in Biologie und im November 1938 wurde er mit der Dissertation On Indo-Malayan Pterophyllinae unter der Leitung von Hilbrand Boschma zum Ph.D. an der Universität Leiden promoviert. Im April 1935 wurde er Assistent in der Abteilung für Gliederfüßer am Rijksmuseum van Natuurlijke Historie, wo er sich auf Käfer und Heuschrecken spezialisierte. Im Januar 1941 wurde er zum Kurator ernannt und betreute zusätzlich die Libellen- und Hautflügler-Sammlung. Am 12. März 1946 kehrte de Jong, der im Dienstrang eines Oberstleutnants Reserveoffizier war, in den aktiven Militärdienst zurück, wo er an der Militärschule für Hygiene und Präventivmedizin als zoologisch-entomologischer Ausbilder eingesetzt und später zum Hauptausbilder befördert wurde. Diese Position behielt er bei, als er am 1. Mai 1952 aus dem Museum ausschied und dauerhaft an der Militärschule als Oberlehrer tätig wurde. Dem Museum blieb er verbunden und war dort regelmäßig zu Gast. Am 1. August 1972 trat er in den Ruhestand.
De Jong beschrieb zahlreiche Insektenarten aus verschiedenen Gruppen.
1940 veröffentlichte er in Zusammenarbeit mit Stephan von Breuning die Schrift Neue und seltene Lamiinae (Coleoptera, Cerambycidae). 1942 folgte Notes on Cerambycidae, I–XIV  und 1970 das Werk A Catalogue of the Species of the Genus Lomaptera (Coleoptera, Cetoniidae) in the Leiden and Amsterdam Musea.

## Dedikationsnamen
Der niederländische Entomologe Herman Teunissen (1914–1992) benannte 1953 die Grabwespenart Hypamblys dejongi zu Ehren von Cornelis de Jong.